# Saugartenmoor

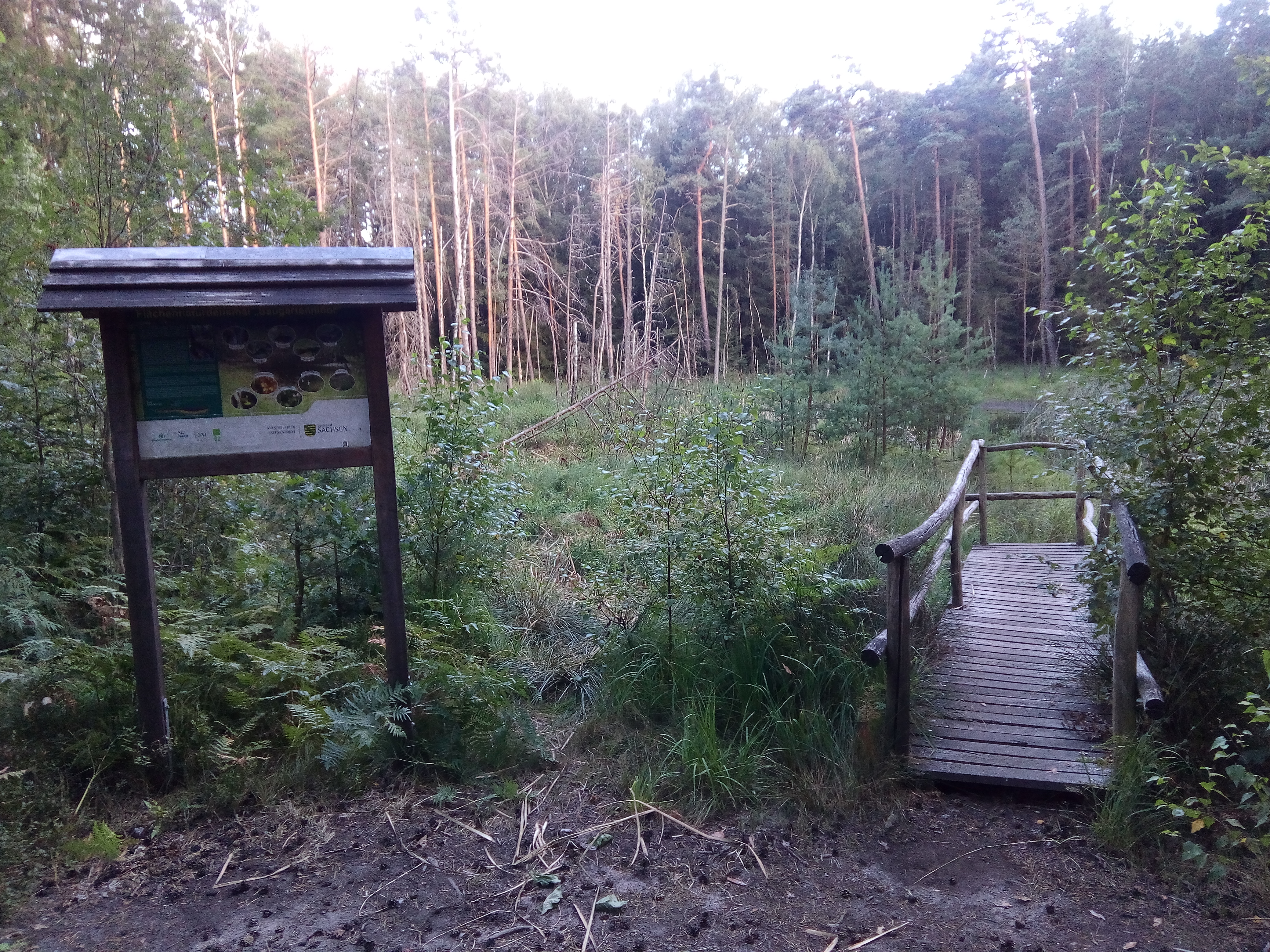
Blick auf das Saugartenmoor mit Informationstafel und Beobachtungssteg. August 2020

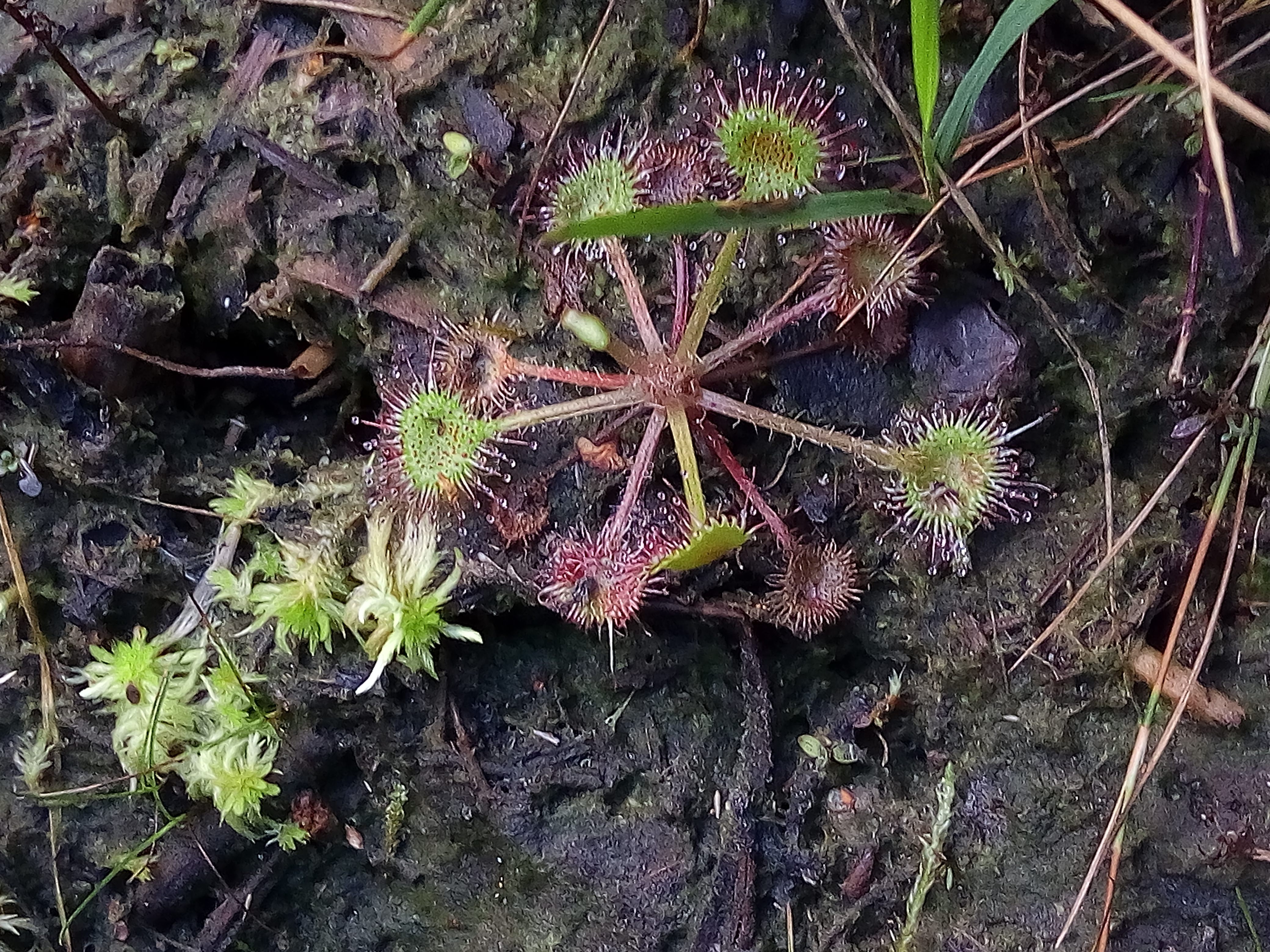
Einheimische Moorpflanzen (Drosera rotundifolia, Sphagnum spec.) am Naturstandort Saugartenmoor

Eines der letzten erhalten gebliebenen Moore in der Dresdner Heide ist als FND (Flächennaturdenkmal) „Saugarten-Moor“ geschützt. Es gehört zu dem in Sachsen seltenen Typ eines Schwingmoors mit ausgedehnten Schwingrasenzonen. Das Entwicklungsstadium eines echten Moors wurde nicht erreicht. Alle Torfablagerungen entstanden im Flachmoor. Es liegt auf der Alten Acht, das sich etwa 200 m nordöstlich vom Mittelpunkt der Heide befindet. Es ist ca. 75 m lang, 60 m breit und knapp 230 m über dem Meeresspiegel in einer Mulde der Lausitzer Platte, die hier aus Granodiorit besteht. An der tiefsten Stelle sind die Moorablagerungen 2,85 m mächtig.
Mit dem Saugarten-Moor wird eines der letzten erhalten gebliebenen Moore (LRT 7140) der Dresdner Heide gesichert. Als Erhaltungs- und Rückzugsraum für seltene und spezialisierte Pflanzen- und Tierarten besitzt es überregionale Bedeutung.

## Entstehung und Nutzung als Sauteich
Das Saugartenmoor entstand nacheiszeitlich vor etwa 10.000 Jahren in einer abflusslosen Senke und ist ein Zwischenmoor mit stellenweisen Übergängen zum Hochmoor mit typischer Hochmoorflora. Die im Westen und Nordwesten umgebenden bis zu 15 m mächtigen Binnendünen bestehen aus eiszeitlichen Flugsanden. Das entstandene Versumpfungsmoor (= hydrologischer Moortyp) wurde im 16./17. Jahrhundert möglicherweise abgetorft, zum „Saugartenteich“ umgestaltet und mit einem Abflussgraben versehen. Nach Aufgabe der Nutzung setzte die Wiederverlandung ein. Das Verlandungsmoor wird sowohl von Niederschlägen als auch vom Grundwasser gespeist. In älteren Karten wird es auch als Saugartenteich bezeichnet.

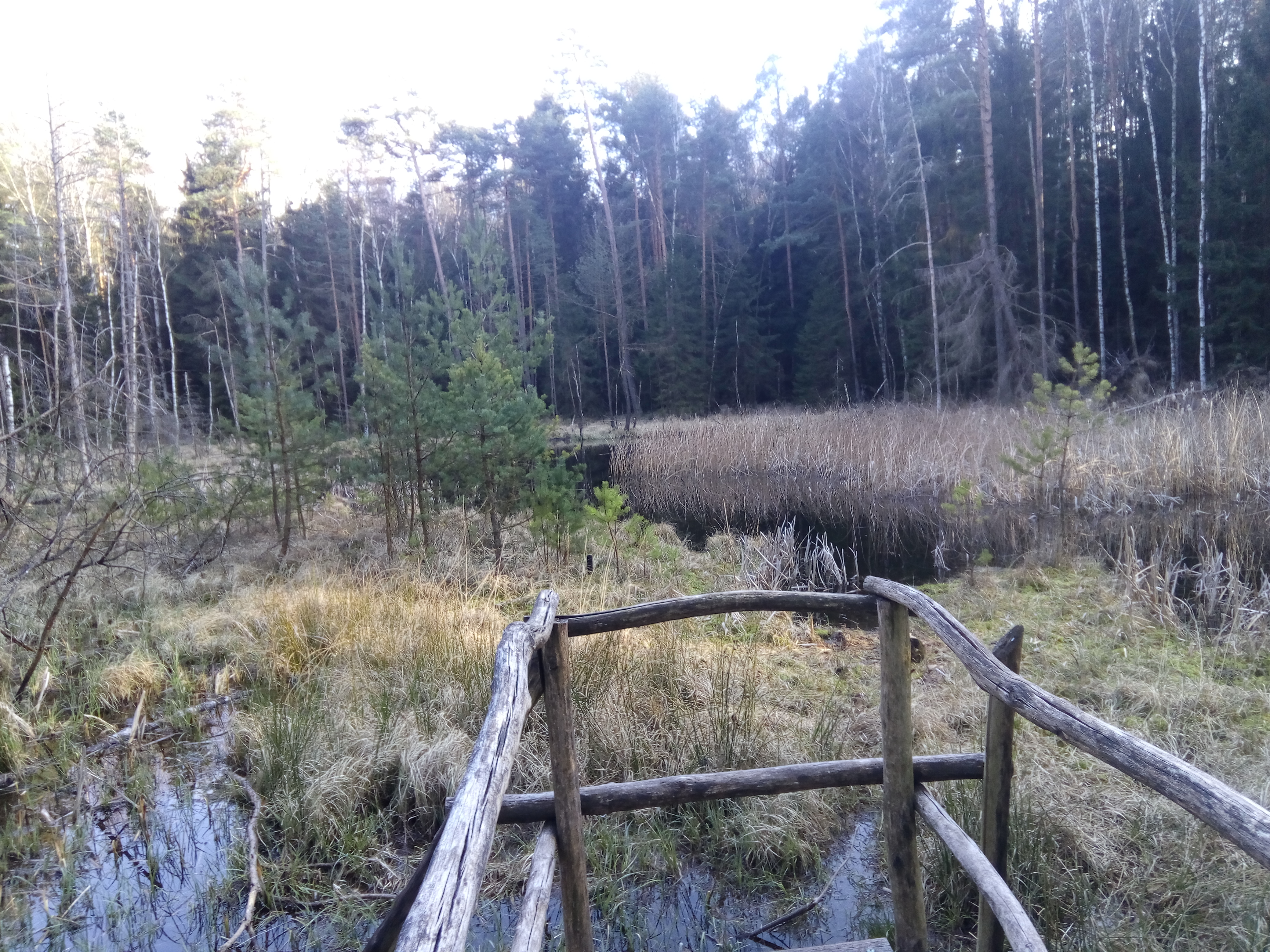
Saugartenmoor mit Moorschlenke. Aufnahme Frühjahr 2020

## Vegetation und Pflanzengesellschaft
Von den ursprünglich verteilten Niedermooren in der Dresdner Heide ist nur das Saugartenmoor erhalten geblieben. Dort befindet sich noch die typische Vegetation der Moore und Arten der Torfmoose und Binsen. Einzelne Arten an diesem Standort sind zum Beispiel der Kleine Wasserschlauch (Utricularia minor), der Rundblättrige Sonnentau (Drosera rotundifolia) oder das Weiße Schnabelried (Rhynchospora alba). Die schwingende Pflanzendecke besteht vorwiegend aus einem Filz von Torfmoosen (Sphagnum spec.), Frauenhaarmoos, Moosbeere, Schmalblättrigem Wollgras und verschiedenen Riedgräsern. Für das Scheidige Wollgras liegen Nachweise nur bis 1942 vor.

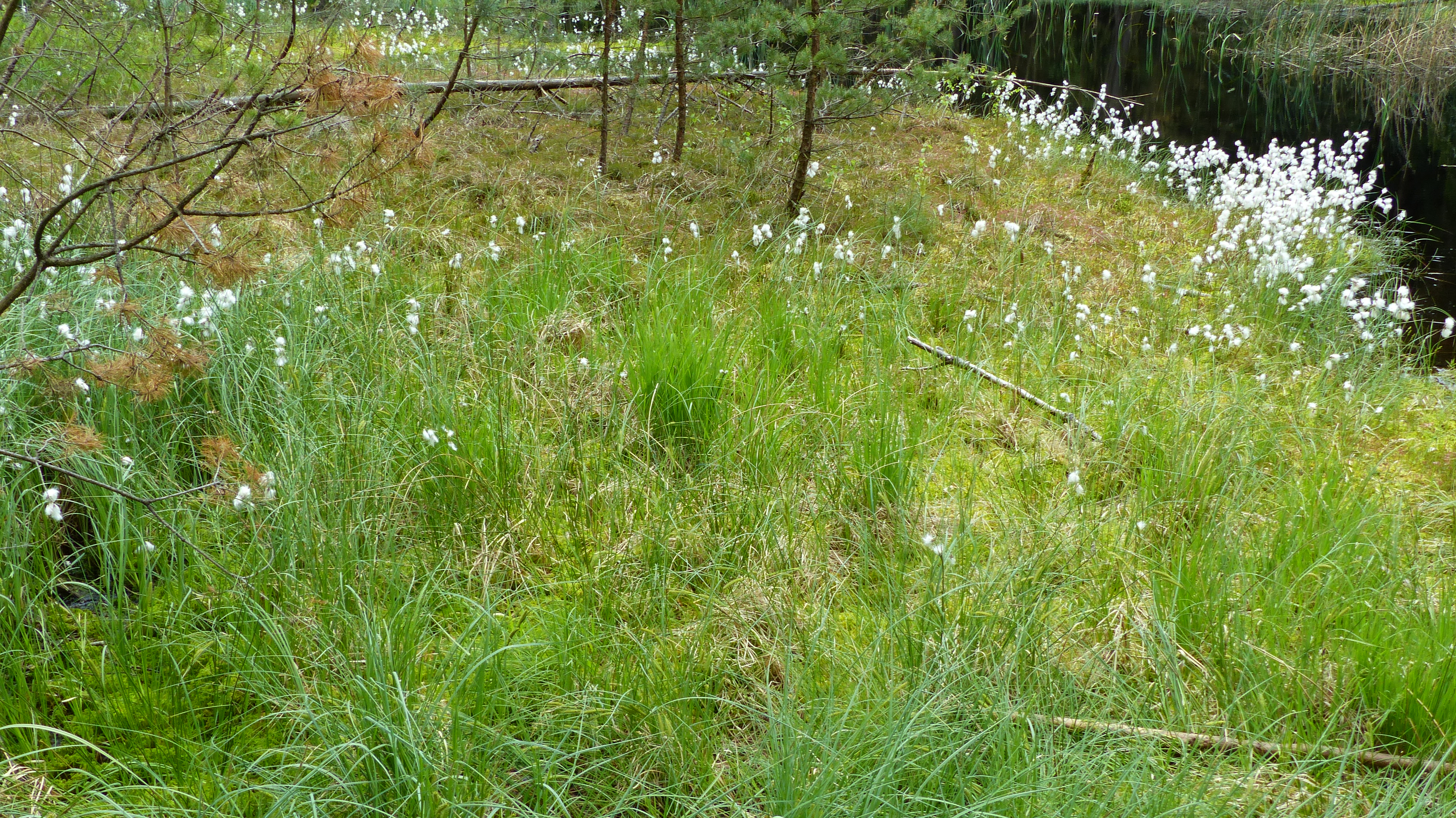
Schwingrasen mit Scheidigem Wollgras

## Saugartenmoor als Flächennaturdenkmal
Das 1975 als Flächennaturdenkmal festgesetzte Schutzgebiet zählt zu den in der Dresdner Heide am besten erhaltenen Mooren. Es handelt sich um ein in Mitteleuropa durch Entwässerung und Nährstoffeintrag gefährdetes Biotop mit der typischen Pflanzengesellschaft nährstoffarmer Zwischenmoore und einem in Sachsen seltenen Schwingrasen. Moore gehören deutschlandweit zu den gefährdetsten Ökosystemen. Auch in der Dresdner Heide ist die Revitalisierung gestörter Moore – auf historischen Forstkarten oft als „Bruch“ bezeichnet – geboten, um die zahlenmäßig kleine Population gefährdeter Tiere und Pflanzen der Moore zu vergrößern und dauerhaft zu erhalten.
Zur Unterstützung der Moorrevitalisierung wurde der Abflussgraben im Jahr 2013 mit einer Plombe aus Lehm verschlossen, welche seither einen Wasserrückstau und damit einen höheren Wasserstand im Moor verursacht. Die Moorrevitalisierung ist ein Gemeinschaftsprojekt des Staatsbetriebes Sachsenforst, der Landeshauptstadt Dresden und des Naturschutzbundes (NABU). Das Moor ist ein Zeugnis der Landschafts- und Kulturgeschichte sowie ein wertvolles Rückzugsgebiet für seltene Pflanzen und Tiere der Moore.

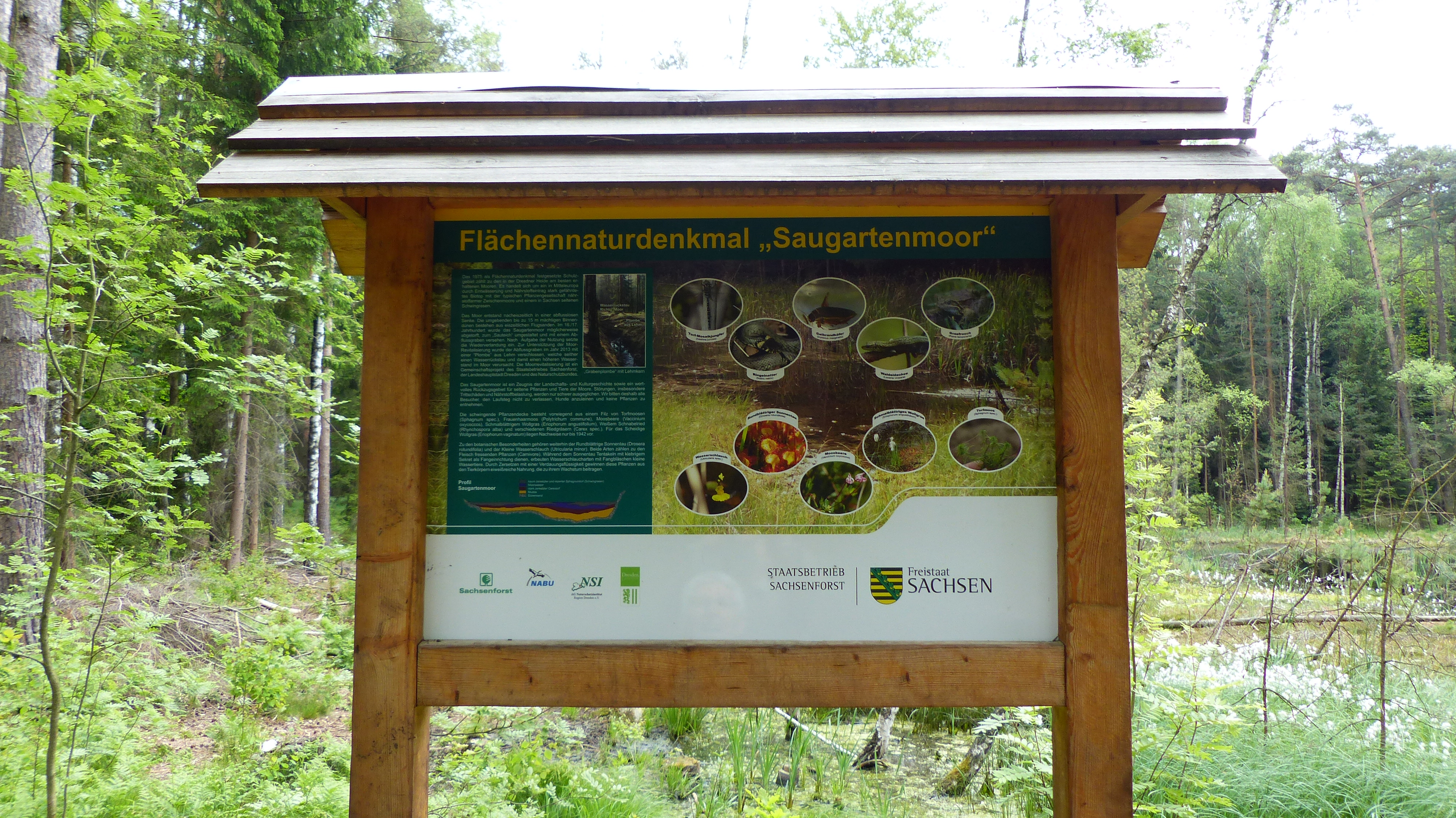
Informationstafel Saugartenmoor (Sachsenforst)

| Nummer | Bezeichnung   | Lage                                                               | Fläche in ha | Kurzbeschreibung und Schutzziel |
| ------ | ------------- | ------------------------------------------------------------------ | ------------ | --- |
| ND 5   | Saugartenmoor | Revier Klotzsche, Abt. 203, 200 m von der alten Säule am Saugarten | 0,7          | letztes von einstmals mehreren in der Dresdner Heide vorkommenden Mooren, wertvolles Zeugnis der Landschafts- und Kulturgeschichte und Erhaltungsgebiet für Pflanzen und Tiere der Feuchtbiotope, Zwischenmoor mit stellenweisen Übergängen zum Hochmoor mit typischer Hochmoorflora, Torfmoos-Bultenzone als Schwingdecke ausgebildet mit Insektivoren, z. B. Rundblättriger Sonnentau (Drosera rotundifolia) und Weißes Schnabelried (Rhynchospora alba), moorspezifische Arten weniger Arthropodengruppen |